# Idaea rufillaria
Idaea rufillaria là một loài bướm đêm trong họ Geometridae.